# Парсел (Мисури)
Парсел (енгл. Purcell) град је у америчкој савезној држави Мисури.

## Демографија
По попису из 2010. године број становника је 408, што је 51 (14,3%) становника више него 2000. године.
| Група             | 2000.       | 2010.       |
| Белци             | 334 (93,6%) | 382 (93,6%) |
| Афроамериканци    | 0 (0,0%)    | 6 (1,5%)    |
| Азијати           | 2 (0,6%)    | 0 (0,0%)    |
| Хиспаноамериканци | 11 (3,1%)   | 3 (0,7%)    |
| Укупно            | 357         | 408         |